# Habsburgse monarchie
De Habsburgse monarchie, de Oostenrijkse monarchie of het Habsburgse rijk is de historiografische term voor een wisselende groep van grondgebieden die op het hoogste bestuursniveau geregeerd werden door de Oostenrijkse tak van het huis Habsburg van 1526 tot 1804. Deze gebieden stonden op regionaal niveau onder bestuur van stadhouders, graven, hertogen, koningen of andere vorsten als de contadores, op grond van deels eeuwenoude overeenkomsten, gesloten onder het feodaal stelsel. Ze konden zelfstandig functioneren naar eigen regels en gewoonten. De grondgebieden waren door militaire veroveringen, strategische huwelijken en erfopvolging in handen van één familie gekomen en op deze manier formeel verbonden in een zogenaamde personele unie. Het was aldus een samengestelde monarchie. Via een geleidelijk proces van het centraliseren van onder andere gezag, bestuur, archiefwezen, communicatie, rechtspraak, wetgeving, verdediging, handhaving en volksvertegenwoordiging, vond een zekere staatsvorming plaats die eenheid tussen al deze territoria smeedde. Als regionale regenten werden vaak familieleden benoemd die geacht werden de belangen van de familie Habsburg te dienen. In 1804 bevestigde keizer Frans II dit proces door alle grondgebieden binnen zijn monarchie onder één kroon te verenigen, waardoor staatkundig het keizerrijk Oostenrijk werd gesticht.
De geschiedenis van de monarchie wordt gekenmerkt door grote tegenstellingen op cultureel en bestuurlijk niveau tussen de verschillende landen binnen de monarchie. Daarnaast bracht het feit dat de Habsburgse heersers sinds 1438 vrijwel onafgebroken keizers van het Heilige Roomse Rijk waren mee, dat zij hun aandacht moesten verdelen tussen de regering van hun eigen domeinen en die van het Heilige Roomse Rijk. De tegenstellingen tussen beide gebieden brachten vaak grote problemen met zich mee. Verder betekende de strategische ligging van de Habsburgse monarchie dat het land kon rekenen op veel verschillende vijanden en bondgenoten. Door oorlogsvoering maar vooral ook door diplomatie, werd de monarchie een grootmacht in vroegmodern Europa.

## Geschiedenis

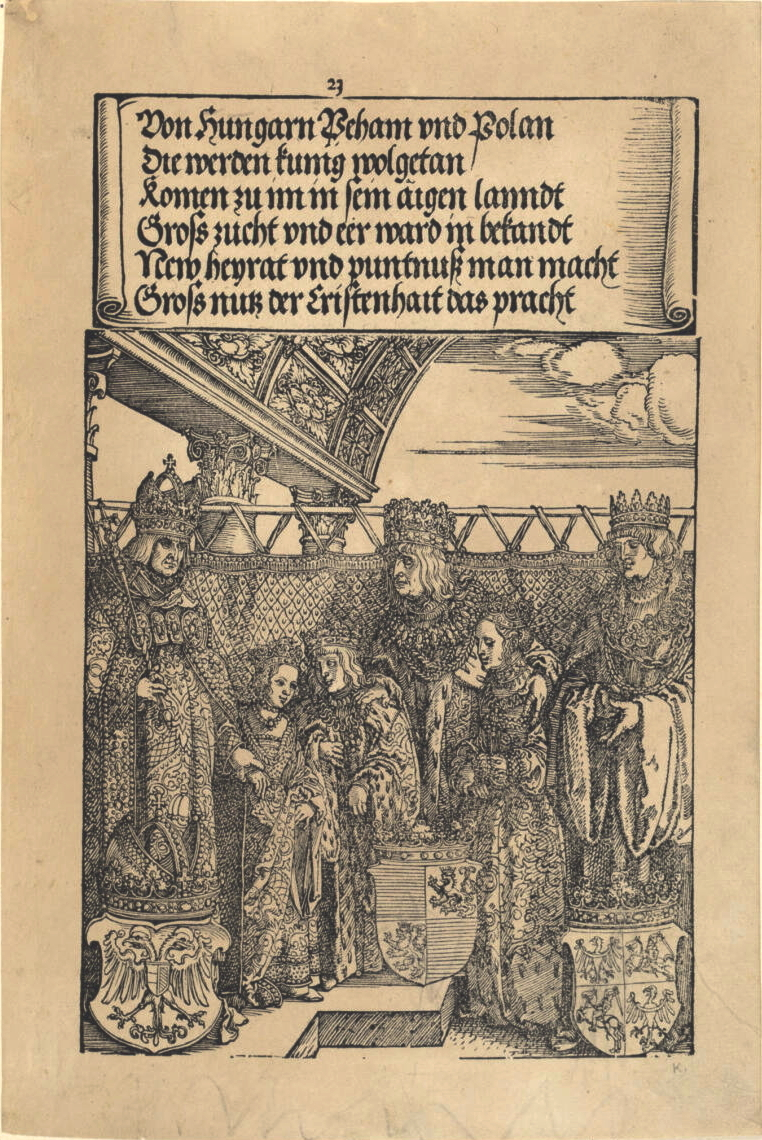
De huwelijksplechtigheid in Wenen

### Ontstaan
In 1506 sloten keizer Maximiliaan I en koning Wladislaus II Jagiello een huwelijksovereenkomst die het begin van de Habsburgse monarchie betekende: Maximiliaans jongste kleinzoon Ferdinand zou trouwen met Wladislaus' dochter Anna. Tevens was het voornemen Maximilaans kleindochter Maria te laten trouwen met het nog ongeboren kind van Wladislaus' zwangere vrouw, wanneer dat een jongen zou zijn. Dat werd inderdaad een jongen die Lodewijk werd gedoopt. Overeengekomen werd ook, dat na het eventuele uitsterven van een van beide dynastieën (het huis Habsburg of het huis Jagiello) de andere dynastie deze zou opvolgen. In 1515 werd deze overeenkomst tijdens het eerste congres van Wenen definitief bezegeld en in 1521 werd het huwelijk van Ferdinand en Anna voltrokken in de Stephansdom in Wenen. In 1522 huwden vervolgens ook Maria (17 jaar) en Lodewijk (16 jaar oud) in Praag.
De reden achter het sluiten van deze overeenkomst was van geo-politieke aard. Het huis Jagiello van koninkrijk Hongarije en Landen van de Boheemse kroon kwam steeds meer onder druk te staan van de oprukkende Ottomaanse Turken. De Habsburgers waren zowel financieel als militair in staat hulp te bieden bij oorlogen tegen de Turken, maar tegelijkertijd niet sterk genoeg om actief een bedreiging te vormen.
Na Maximiliaans dood kwamen de Oostenrijkse bezittingen door erfopvolging toe aan Maximiliaans oudste kleinzoon, Karel. Karel erfde ook de kronen van Castilië en Aragón en de Habsburgse bezittingen in Bourgondië, de Bourgondische Nederlanden en grondgebieden in het huidige Italië (Sardinië, Koninkrijk Sicilië, Koninkrijk Napels). Om zijn aandacht beter op dit Atlantisch georiënteerde deel van zijn rijk te kunnen richten besloot Karel bij de Rijksdag van Worms in 1521 zijn Oostenrijkse bezittingen over te dragen aan zijn jongere broer Ferdinand, het verdrag dat daartoe werd gesloten werd in 1522 bezegeld in Brussel.

### Hongarije verdeeld

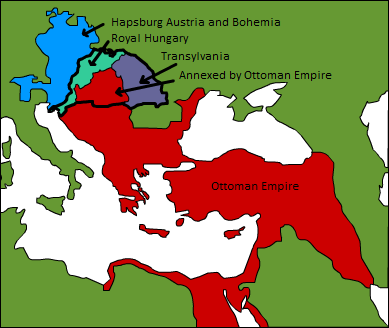
De verdeling van Hongarije

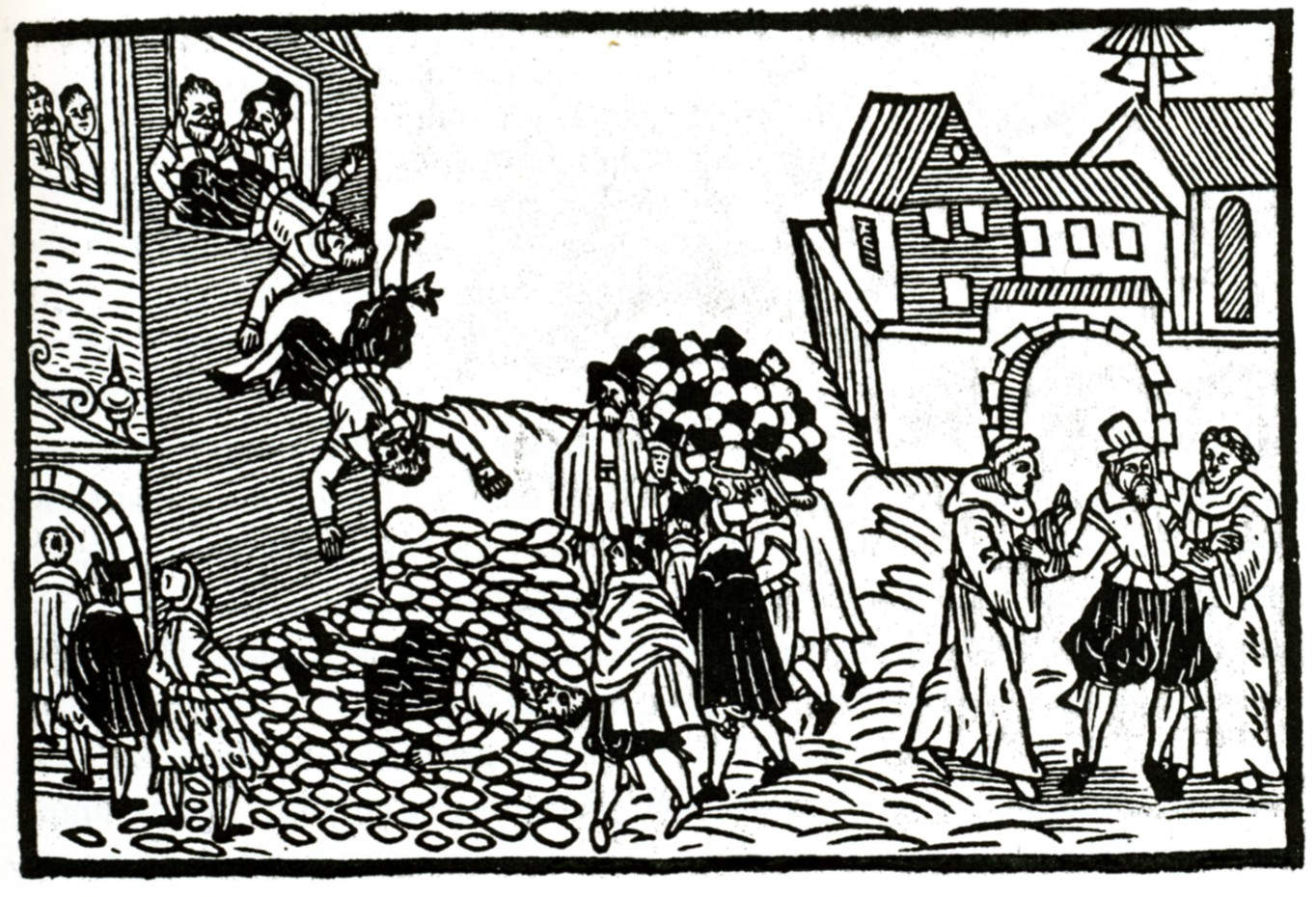
De Tweede Praagse Defenestratie.

In 1526 kwam Lodewijk II van Hongarije bij Mohács in de strijd tegen de Turken om het leven. Tijdens de landdagen van Bohemen, Kroatië en Hongarije werd Ferdinand tot koning gekozen. Hiermee ontstond een groot rijk met grote taalkundige, economische, culturele en bestuurlijke verschillen.
Ferdinand werd in Hongarije niet unaniem verkozen. Een deel van de Hongaarse adel en de Slavonische landdag verkoos de Hongaarse gouverneur van Transsylvanië, Jan Zápolya, als koning boven een 'buitenlander'. Ferdinand wist Zápolya te verslaan en naar Transsylvanië terug te dringen. Hiervandaan riep Zápolya de Turken te hulp. Sultan Süleyman de Prachtlievende viel in 1529 Hongarije binnen en na een succesvolle campagne stond zijn leger voor de poorten van Wenen. De Turkse legers konden de stad niet veroveren, en trokken zich terug. Van 1529 tot 1541 vielen de Turkse legers herhaaldelijk Hongarije en de Erflanden binnen waar ze grote verwoestingen aanrichtten. Na 1541 werd Hongarije verdeeld in een Turks, een Habsburgs en een Zevenburgs deel. De Habsburgers probeerden tijdens de Vijftienjarige Oorlog (1591-1606) Hongarije zonder succes te veroveren.

### Dertigjarige Oorlog
Waren Maximiliaan II (1564-1576) evenals zijn opvolgers Rudolf II (1576-1612) en Matthias (1612-1619) voor godsdiensttolerantie, dan was Ferdinand II een adept van de contrareformatie. In 1617 werd hij koning van Bohemen en begon protestantse geschriften te censureren en alleen katholieken werden tot de ambtenarij toegelaten. Toen hij de protestanten het recht om samen te komen en hun ongenoegen te uiten introk, werd het de Boheemse protestanten te veel. Op 23 mei 1618 trokken enkele Boheemse edellieden de burcht van Praag binnen waar zij in de Tweede Praagse Defenestratie de vertegenwoordigers van Matthias uit het raam wierpen.
Hiermee begon een algehele opstand in de Boheemse Kroonlanden, die zich uitbreidde tot de Dertigjarige Oorlog. Een overhaast bijeengeroepen landdag koos een nieuwe regering en richtte een leger op om het land te verdedigen. De edelen van de twee aartshertogdommen (Boven- en Nerder-Oostenrijk) en Hongarije sloten zich aan bij de Boheemse opstand, waardoor alleen Kroatië, Binnen-Oostenrijk en het graafschap Tirol nog loyaal aan de keizer bleven. Tijdens deze crisis stierven zowel de aartshertog van Tirol (1618) als keizer Matthias zelf (1619). Hierdoor kwamen alle Oostenrijks Habsburgse gebieden toe aan aartshertog Ferdinand van Binnen-Oostenrijk. De staten van Bohemen verklaarden zijn eerdere verkiezing als opvolger van Matthias ongeldig en kozen op hetzelfde moment dat Ferdinand tot keizer werd gekroond de calvinistische Frederik V van de Palts tot koning van Bohemen. In Hongarije werd de vorst van Transsylvanië, Gabriël Bethlen, tot nieuwe koning gekozen en het leek alsof de Habsburgse monarchie ten onder zou gaan.

De Slag op de Witte Berg.

Ferdinands redding kwam van de tijdige interventie van buitenlandse bondgenoten. De katholieke koning Sigismund III van Polen viel Opper-Hongarije binnen en dwong de vorst van Transsylvanië zich terug te trekken. De Katholieke Liga onder leiding van hertog Maximiliaan I van Beieren beloofde Ferdinand hulp te bieden en ook de lutherse keurvorst van Saksen, Johan George I van Saksen, sloot zich in ruil voor de Lausitz bij Ferdinand aan. Ook het Spaanse Rijk sloot zich bij de keizer aan en door middel van pauselijke subsidies was Ferdinand in staat om zelf een leger bijeen te brengen. Met behulp van zijn bondgenoten wist Ferdinand Frederik te verslaan in de Slag op de Witte Berg (1620). Hiermee werd Bohemen weer onder keizerlijk bestuur gebracht.
Om opstanden in Bohemen in de toekomst uit te sluiten liet Ferdinand de 21 opstandige edelen executeren en van enkele honderden confisqueerde hij hun bezittingen. In 1627 vaardigde hij de Verneuerte Landesordnung uit waarin de Boheemse kiesmonarchie werd afgeschaft en vervangen door een erfelijke kroon. De Boheemse Hofkanselarij werd naar Wenen verplaatst, zodat de keizer de Boheemse financiën kon controleren. Met behulp van Reformatiecommissies en de komst van de jezuïeten begon een grootschalige bekering van de protestanten in Bohemen en de Erflanden.
De Dertigjarige Oorlog zou nog tot 1648 voortduren. De Zweden die aan protestantse zijde meevochten, vielen herhaaldelijk Bohemen binnen en de Fransen vielen Voor-Oostenrijk aan. Met de Vrede van Westfalen die de oorlog beëindigde, verloor de monarchie de Voor-Oostenrijkse gebieden westelijk van de Rijn en werd de macht van de keizer zover ingeperkt dat de Duitse vorsten feitelijk onafhankelijk werden.

### Oorlogen en opstanden

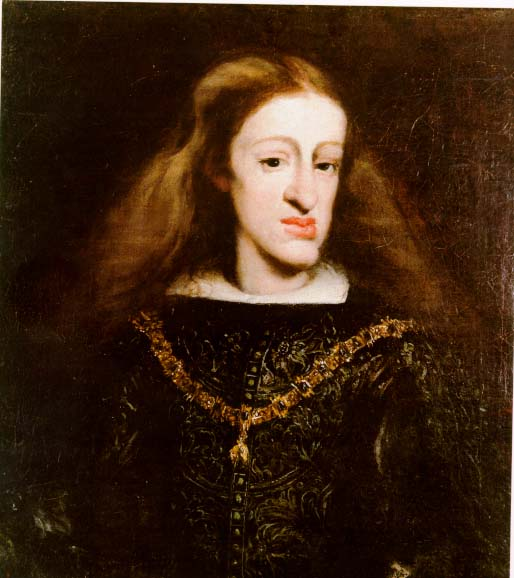
Karel II van Spanje, met de naar voren gestoken kaak ('centenbakje') veroorzaakt door inteelt.

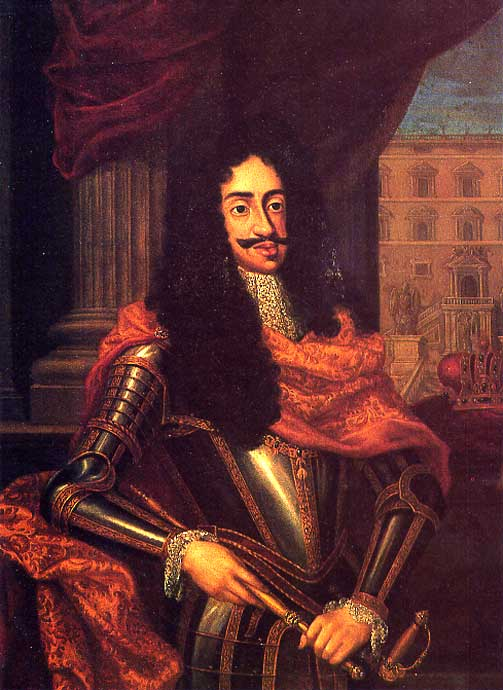
keizer Leopold I.

Na het tekenen van de Vrede van Westfalen stond de monarchie er internationaal slecht voor. Frankrijk en Zweden waren machtiger geworden. De verkiezing van Leopold I in 1658 tot keizer verliep uiterst moeizaam door de intriges van de Franse kardinaal Mazarin die probeerde koning Lodewijk XIV tot keizer laten verkiezen. Dat Leopold alsnog verkozen werd, was vooral te danken aan zijn omkoping van de Duitse keurvorsten. Maar niet alleen op diplomatiek vlak stond de dynastie er slecht voor; er waren ook problemen rond de erfopvolging.
Spanje had de Spaans-Franse Oorlog (1635-1659) verloren en ook het Spaans-Habsburgse koningshuis stond op de rand van uitsterven. De ziekelijke Karel II van Spanje was na de dood van zijn vader Filips IV in 1665 de laatste mannelijke Spaanse Habsburger. Evenzo was de Oostenrijkse tak van de dynastie behoorlijk uitgedund. De laatste Tiroler Habsburger stierf in 1665 waardoor Leopold I als enige overbleef om zijn familietak voort te zetten. De gezondheid van Karel II was zo slecht dat zowel Leopold I als Lodewijk XIV probeerden om door middel van huwelijkspolitiek de rechten op de Spaanse erfenis te verkrijgen.
Een ander probleem voor de monarchie was de hernieuwde Turkse agressie onder leiding van grootviziers uit de machtige familie Köprülü. De Turkse legers veroverden hun opstandige vazalstaat Transsylvanië. Niet lang daarna verklaarden de Turken de oorlog aan de monarchie. Het Habsburgse leger wist de Turken verpletterend te verslaan in de Slag bij Szentgotthárd (1664). De Hongaarse edelen zagen de overwinning als een kans om heel Hongarije van het Ottomaanse Rijk te bevrijden. Leopold I tekende echter een vernederende vrede met de sultan. Hierdoor had hij zijn handen vrij om een oorlog met Frankrijk aan te gaan, vanwege de Spaanse erfenis.
De Hongaarse magnaten zagen dit als verraad tegen Hongarije en probeerden tijdens de Rakoczi-samenzwering de Habsburgers te onttronen. De samenzwering mislukte, waarop Leopold Hongarije aan een absolutistische politiek onderwierp. Deze periode wordt in Hongarije de “Tien Duistere Jaren” genoemd. Guerrilla-aanvallen van de Koeroetsen hadden geen enkele invloed op Leopolds beleid. Onder druk van Franse en Turkse agressie herstelde Leopold in 1680 de rechten van de Hongaarse edelen. Leopold probeerde de vrede met het Ottomaanse Rijk te verlengen en richtte zijn aandacht op het westen, waar Frankrijk steeds meer gebieden van het Heilige Roomse rijk annexeerde.

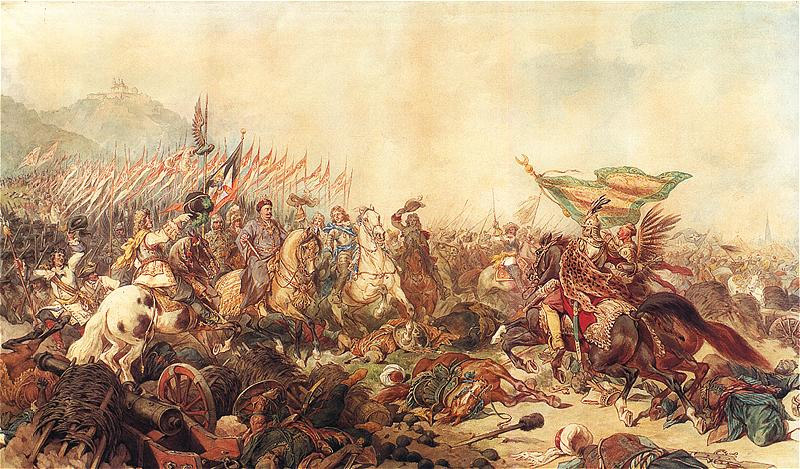
De Slag om Wenen, waarmee het Beleg van Wenen (1683) tot een einde kwam.

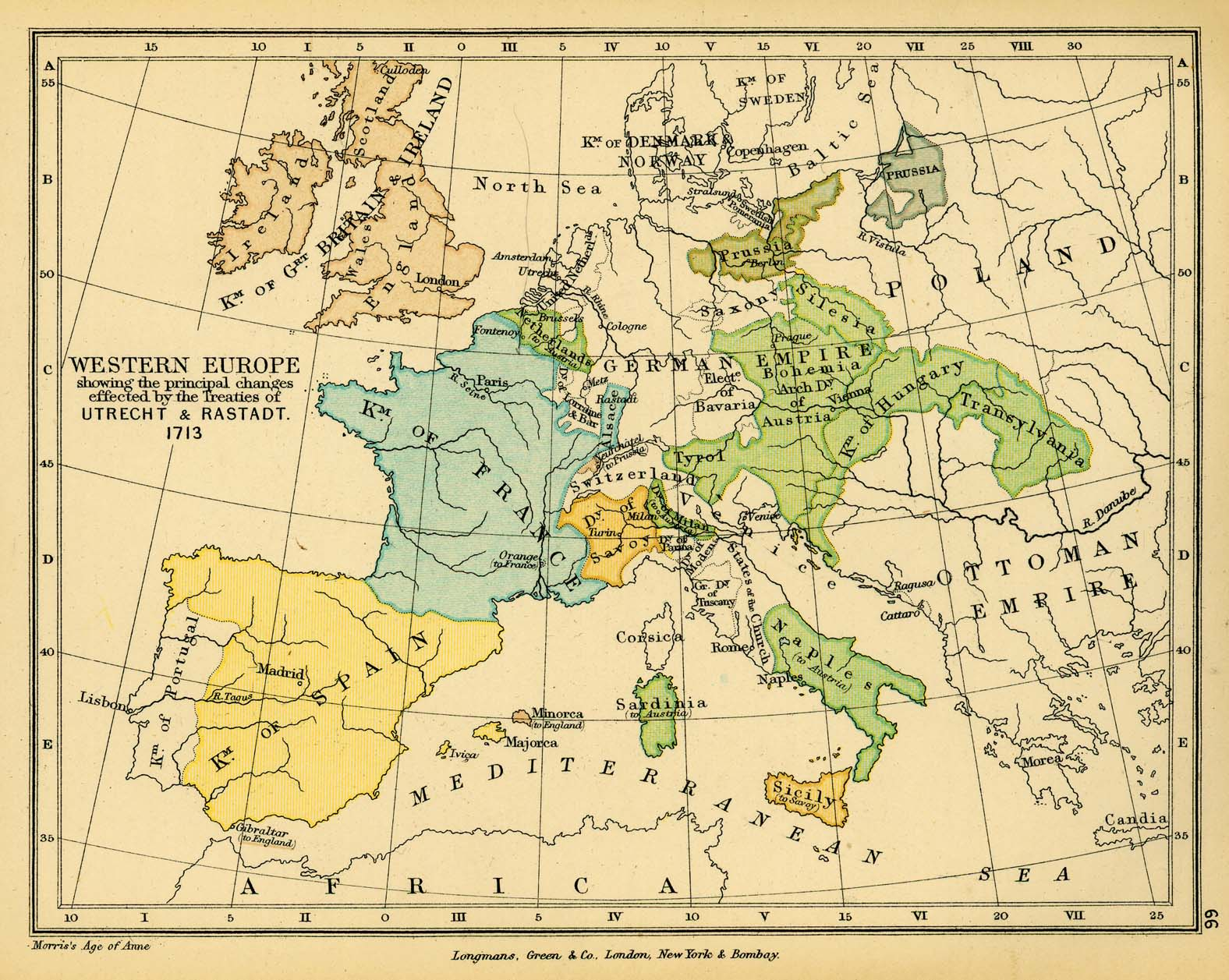
De monarchie (groen) na de Vrede van Rastatt.

De Turken lieten Leopold echter geen keus. In 1683 begon een 100.000 man sterk leger op te rukken naar Wenen. Zodra dit nieuws Wenen bereikte, vluchtte Leopold naar Passau, van waaruit hij probeerde een leger op de been te brengen om de Turken te verslaan. Het Beleg van Wenen (1683) duurde twee maanden, maar uiteindelijk wist een christelijke alliantie het Turkse leger te verslaan. Tijdens de Grote Turkse Oorlog werden Hongarije en grote delen van de Balkan op de Ottomanen veroverd. Lodewijk XIV kon de totale vernietiging van het Ottomaanse Rijk echter niet toestaan en viel ondanks een vredesverdrag het Heilige Roomse Rijk aan in 1688, waarmee de Negenjarige Oorlog begon. De monarchie hield zich staande tijdens deze tweefrontenoorlog. De Vrede van Rijswijk beëindigde in 1697 de oorlog met Frankrijk en in 1699 werd de Vrede van Karlowitz gesloten met de Turken.

### De Spaanse erfenis
Karel II van Spanje stierf op 1 november 1700. Zowel keizer Leopold I als koning Lodewijk XIV probeerden de Spaanse erfenis voor hun dynastie in handen te krijgen. Om een nieuwe oorlog te vermijden, werd een aantal verdragen getekend waarin werd besloten het Spaanse Rijk te verdelen. Uiteindelijk strandden de pogingen tot een vreedzame oplossing en brak de Spaanse Successieoorlog uit, die van 1701 tot 1714 zou duren.
De oorlog werd besloten met de Vrede van Rastatt. Spanje en de Spaanse koloniën kwamen in handen van het huis Bourbon en de Spaanse Italiaanse bezittingen en de Zuidelijke Nederlanden kwamen bij de Habsburgse monarchie. Karel VI, keizer van 1711-1740, die persoonlijk zijn leger in Spanje had aangevoerd, kon de verdeling van Spanje maar moeilijk aanvaarden, wat nog regelmatig tot conflicten tussen de monarchie en Spanje onder Filips V zou leiden. Desondanks was de monarchie er door de oorlog op vooruit gegaan. Alleen het Keizerrijk Rusland was groter in oppervlakte dan de Habsburgse monarchie en met 17 miljoen inwoners moest de monarchie alleen onderdoen voor Frankrijk (20 miljoen).
Binnenlandse problemen werden door Karel VI nauwelijks aangepakt. Desalniettemin vaardigde hij een van de belangrijkste documenten in de geschiedenis van de Habsburgse monarchie uit: de Pragmatieke Sanctie (1713). Hierin werd de ondeelbaarheid van de kernlanden van de monarchie vastgesteld en opvolging via de vrouwelijke lijn mogelijk. Karel VI besteedde het grootste deel van zijn leven aan het laten erkennen van de sanctie door de Europese grootmachten.
Karels desinteresse in financiële en bestuurlijke hervormingen leidde tot een grote staatsschuld en een slecht georganiseerd leger. Hierdoor leed de monarchie nederlagen in een aantal oorlogen. De Poolse Successieoorlog leidde tot verlies van Napels en met een nieuwe oorlog met de Turken verloor het grote gebieden aan de grens met het Ottomaanse Rijk.

### Maria Theresia
Maria Theresia, Karels oudste dochter, volgde Karel VI op in 1740. Ondanks de erkenning van de Pragmatieke Sanctie probeerde de keurvorst van Beieren toch zijn rechten als opvolger te laten erkennen. Het was echter niet Beieren, maar Pruisen dat het startsein gaf voor een oorlog. Frederik de Grote van Pruisen beloofde Maria Theresia tegen agressors te beschermen in ruil voor Neder-Silezië. Maria Theresia ging niet in op deze poging tot chantage, waarop Frederik Silezië binnenviel en de Oostenrijkse Successieoorlog begon.

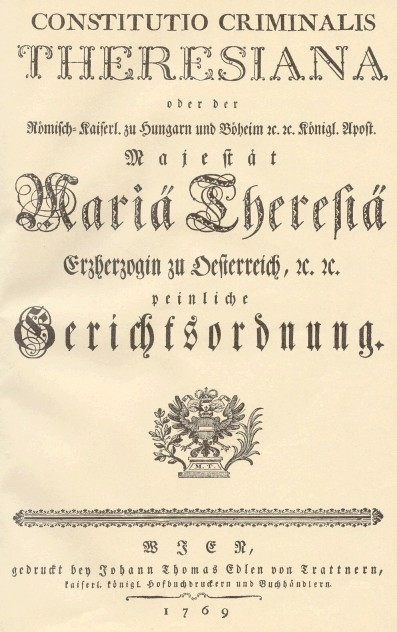
De Constitutio Criminalis Theresiana waarmee het strafrecht grondig werd herzien.

De oorlog verliep in eerste instantie dramatisch voor de monarchie. Het huis Habsburg verloor de keizerlijke kroon aan Beieren, en Silezië aan Pruisen. Omdat hulp van bondgenoten als Groot-Brittannië uitbleef, moest Maria Theresia hulp zoeken bij de Hongaarse edelen. Na enkele weken vergaderen riepen de edelen uit dat ze hun "leven en bloed" aan haar zouden schenken. Uiteindelijk wist de monarchie de overwinning te behalen, hoewel Silezië in handen van Pruisen bleef. De keizerskroon kwam terug in handen van de Habsburgers door de kroning van keizer Frans I Stefanus, Maria Theresia's echtgenoot.
Om de herovering van Silezië mogelijk te maken, werden het leger, de financiën en het bestuursapparaat hervormd door kanselier Frederik Willem von Haugwitz. Wenzel Anton von Kaunitz, minister van buitenlandse zaken, wist door middel van de Diplomatieke revolutie een coalitie met Frankrijk en Rusland aan te gaan om Pruisen te verslaan. Tijdens de Zevenjarige Oorlog wist Frederik de Grote Silezië echter te behouden.

### De verlichting
De Oostenrijkse nederlaag in de Zevenjarige Oorlog betekende dat er meer hervormingen nodig waren om de staat efficiënter te maken. Kaunitz en Jozef II, Maria Theresia's oudste zoon en co-regent, voerden een groot aantal hervormingen door in de geest van de verlichting. Hoewel Maria Theresia zelf niet 'verlicht' was, zag ze in dat het staatsbelang werd gediend door verlichte ideeën toe te passen. De landbouw, het strafrecht en het onderwijs werden gereorganiseerd.
Om de monarchie machtiger te maken, probeerden Kaunitz en Jozef II zo veel mogelijk extra gebieden te verkrijgen om het verlies van Silezië te compenseren. In 1772 werd tijdens de Eerste Poolse Deling Galicië geannexeerd. In 1775 werd de Boekovina verkregen van het Ottomaanse Rijk. Tijdens de Aardappeloorlog werd geprobeerd om Beieren te veroveren, maar uiteindelijk kwam alleen het Innviertel aan Oostenrijk.
Maria Theresia stierf in 1780 waarop Jozef II het bestuur geheel in handen kreeg. Hij begon zijn verlichte ideeën zonder overleg door te voeren. De door Jozef ingestelde godsdienstvrijheid leidde tot protesten van de katholieke meerderheid, en ook alle andere christelijke groepen verguisden het idee dat ook joden hun geloof openlijk mochten belijden. Eveneens confisqueerde Jozef een derde van alle kloosters als staatsbezit. Zowel priesters als rechters werden verplicht om een degelijke opleiding te volgen aan een staatsinstituut. Marteling werd verboden en boeren kregen het recht op juridische bijstand tegen hun heer, in tegenstelling tot de edelen, die alle kosten van een rechtszaak zelf moesten betalen. Met uitzondering van Hongarije werd overal in de monarchie de horigheid afgeschaft. In de meer afgelegen gebieden van de monarchie, zoals Lombardije, de Oostenrijkse Nederlanden en Tirol, probeerde Jozef bestuurlijke eenheid te creëren. Al deze projecten leidden echter tot groot verzet: de Hongaarse edelen kwamen in opstand en de Oostenrijkse Nederlanden probeerden zich af te scheiden als de Verenigde Nederlandse Staten. Uiteindelijk wist Jozef met behulp van het leger de opstanden te onderdrukken, maar hij begreep niet dat het volk zich tegen hem had kunnen keren terwijl hij toch maar alleen deed wat voor hun bestwil was. Toen Jozef II op sterven lag in 1790 schreef hij zijn eigen grafschrift: "Hier ligt Jozef II, die faalde in alles wat hij ondernam".

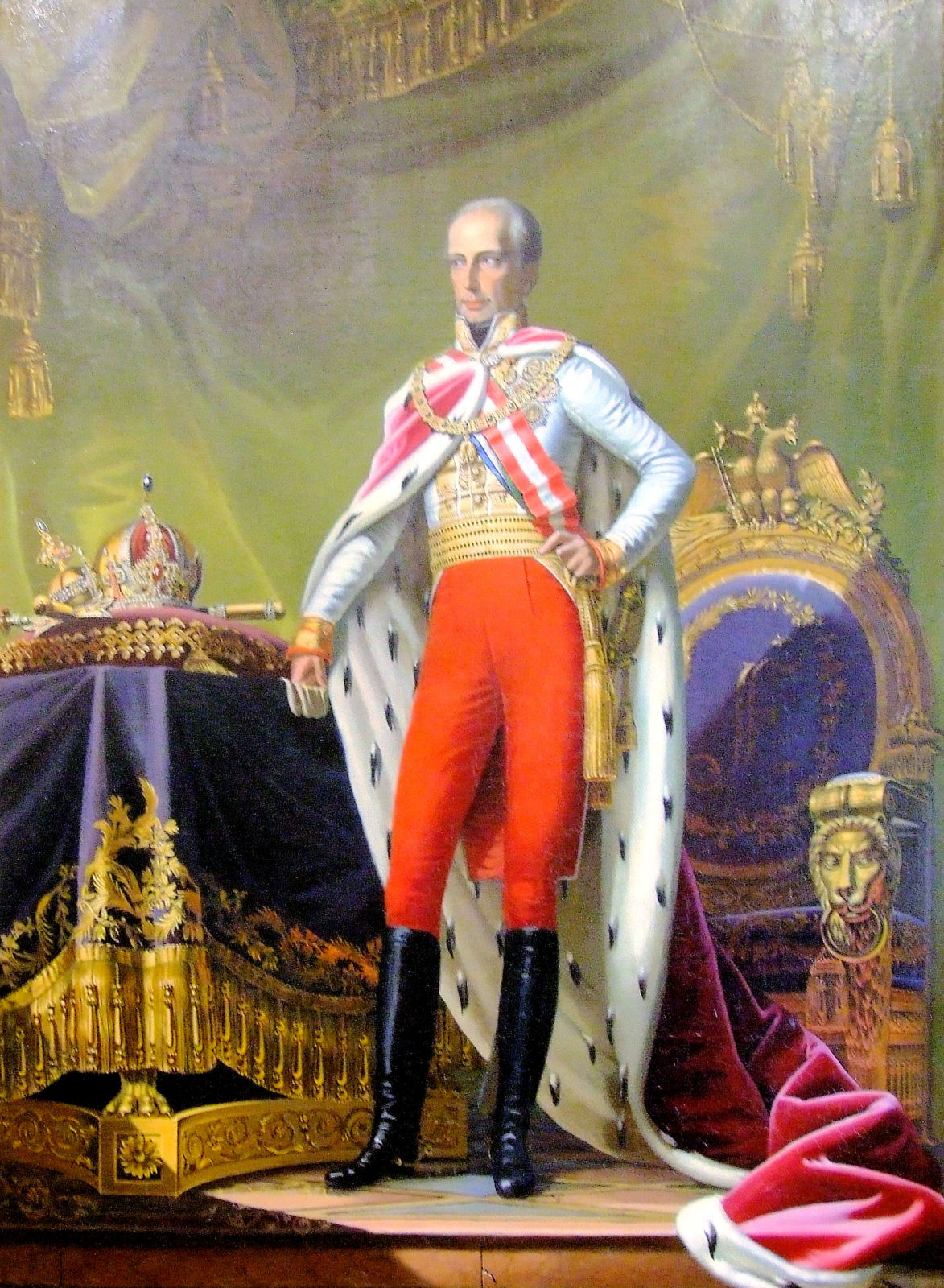
Keizer Frans I, de eerste keizer van Oostenrijk.

### Franse Revolutie en Napoleontische tijd
De Franse Revolutie die in 1789 uitbrak zou ook grote gevolgen hebben voor de Habsburgse monarchie. Aanvankelijk werd de revolutie niet als een bedreiging gezien. De meeste wetten die door het nieuwe Franse bestuursorgaan, de Assemblée nationale, werden aangenomen, waren al door Jozef II en zijn opvolger Leopold II (1790-1792) verordonneerd. Om de Franse koning Lodewijk XVI en zijn vrouw Marie Antoinette, de zuster van keizer Leopold, te beschermen, werd samen met het Koninkrijk Pruisen de Verklaring van Pillnitz afgelegd. De Assemblée nationale zag de verklaring als een dreigement en Frankrijk verklaarde de oorlog aan de Habsburgse monarchie en Pruisen. Dit zou het begin betekenen van de Franse revolutieoorlogen waarin de monarchie en zijn bondgenoten bijna voortdurend in oorlog waren met Frankrijk.
Leopold II werd opgevolgd door Frans II die de oorlog met Frankrijk zou moeten voortzetten. Met de Vrede van Campo Formio werd de Eerste Coalitieoorlog beëindigd en verkreeg Oostenrijk bijna alle gebieden van Venetië. De Oostenrijkse Nederlanden en enkele andere gebieden werden echter aan Frankrijk afgestaan. Na de voor de monarchie slecht verlopen Tweede Coalitieoorlog kroonde Napoleon Bonaparte zich in 1804 tot keizer der Fransen.
Frans II zag in dat het Heilige Roomse Rijk ten dode was opgeschreven. Om te voorkomen dat hij lager in rang zou komen te staan dan Napoleon en de Russische tsaar (of dat Napoleon de titel heilige Roomse keizer zou overnemen) deed hij op 6 augustus 1806 afstand van de titel heilige Roomse keizer en ontbond het Heilige Roomse Rijk. Frans II verving het Heilige Roomse Rijk door het Keizerrijk Oostenrijk en liet zichzelf tot "erfelijk keizer van Oostenrijk" kronen, waarmee de Habsburgse monarchie onder één kroon werd verenigd. Het Keizerrijk Oostenrijk zou de oorlogen tegen Napoleon voortzetten en uiteindelijk in 1815 de overwinning behalen met de Slag bij Waterloo.

## Bestuur

### Kenmerken
Het bestuur van de Habsburgse monarchie was in hoge mate gedecentraliseerd. Elk afzonderlijk gebied had zijn eigen regionale regering die vaak onafhankelijk van de centrale regering in Wenen opereerde. De lokale Staten hadden op regionaal de macht in handen en hadden het recht om te kunnen onderhandelen over de eisen van de Kroon. De grondbezittende edelen hadden tot taak om de rechtspraak op hun domeinen toe te passen. De belangen van de Staten en de edelen kregen vrijwel altijd voorrang boven die van de Kroon.
In tegenstelling tot veel andere monarchieën in vroegmodern Europa probeerden de Habsburgse heersers consensus te bereiken met de adel en de geestelijkheid die de meeste macht hadden in de lokale Staten. Dit ging ten koste van de macht van de burgerij en de steden, die bijna geheel werden uitgesloten van de politiek.

### Bestuursorganen
Ferdinand I richtte gedurende zijn regering verschillende organen op om het bestuur van de monarchie te verbeteren:
- De Geheimrat (Geheime raad) was een adviesorgaan dat bedoeld was om de keizer over zijn beleid voor zowel het Heilige Roomse Rijk als de monarchie te adviseren.
- De Hofkammer (Hofkamer) had de verantwoordelijkheid over de financiën van de monarchie.
- De Hofkriegsrat (Oorlogsraad) had tot taak om militaire zaken en het ophalen van militaire belastingen te organiseren.

Onder Ferdinands opvolgers werd het bestuur van de monarchie nauwelijks gemoderniseerd, op enkele uitzonderingen na:
- De Geheime Konferenz werd opgericht door keizer Leopold I om de Geheimrat te vervangen, nadat deze door keizerlijke patronage te veel leden had gekregen. Het duurde echter niet lang voordat ook de Geheime Konferenz met hetzelfde probleem te maken kreeg.
- De Consejo de España werd door keizer Karel VI gecreëerd om hem te adviseren over zijn 'Spaanse' gebieden.

Onder Maria Theresia en haar opvolgers werd het bestuur grondig hervormd, wat leidde tot het opzetten van verschillende nieuwe bestuursorganen:
- De Staatskanzlei (Staatskanselarij, opgericht in 1742) werd opgericht om de buitenlandse politiek van zowel de Habsburgse monarchie als die van het Heilige Roomse Rijk te bepalen. Dit ging ten koste van de macht van de Geheime Konferenz.
- De Generalkriegskommissariat (Algemene oorlogscommissie, opgericht in 1746) kreeg de controle over de bevoorrading van het leger, en had in de praktijk meer autoriteit over oorlogszaken dan de Hofkriegsrat ooit had gehad.
- Het Directorium in Publicis et Cameralibus (Opgericht in 1749) was een overkoepelend orgaan dat het beleid binnen de Erflanden moest aansturen.
  - De Conferenz in Internis viel onder de bevoegdheid van het Directorium en had tot taak het beleid binnen de Erflanden te bepalen.
  - De Oberste Justizstelle viel ook onder de bevoegdheid van het Directorium en functioneerde als een Hooggerechtshof binnen de Erflanden.
- De Consejo de España werd hernoemd tot de Consiglio d'Italia en werd ondergeschikt aan de Staatskanzlei.
- De Staatsrat (Staatsraad, opgericht in 1760) was het hoogste overlegorgaan van de monarchie.
- De Studienkommission (Studiecommissie, opgericht in 1760) kreeg de bevoegdheid het onderwijs binnen de Erflanden te verbeteren.

## Economie en maatschappij

### Regionale economieën
De economische ontwikkelingen van de Habsburgse monarchie werden gedurende de 16e eeuw en vroege 17e eeuw bepaald door grote regionale verschillen. De Hofkammer, het centrale orgaan dat de verantwoordelijkheid had voor het ophalen van belastingen, de tolheffing en de verkoop van rechten voor de mijnbouw, moest zoveel verantwoordelijkheid delen met de regionale hoofdsteden dat er geen sprake was van een eenduidig economisch beleid.

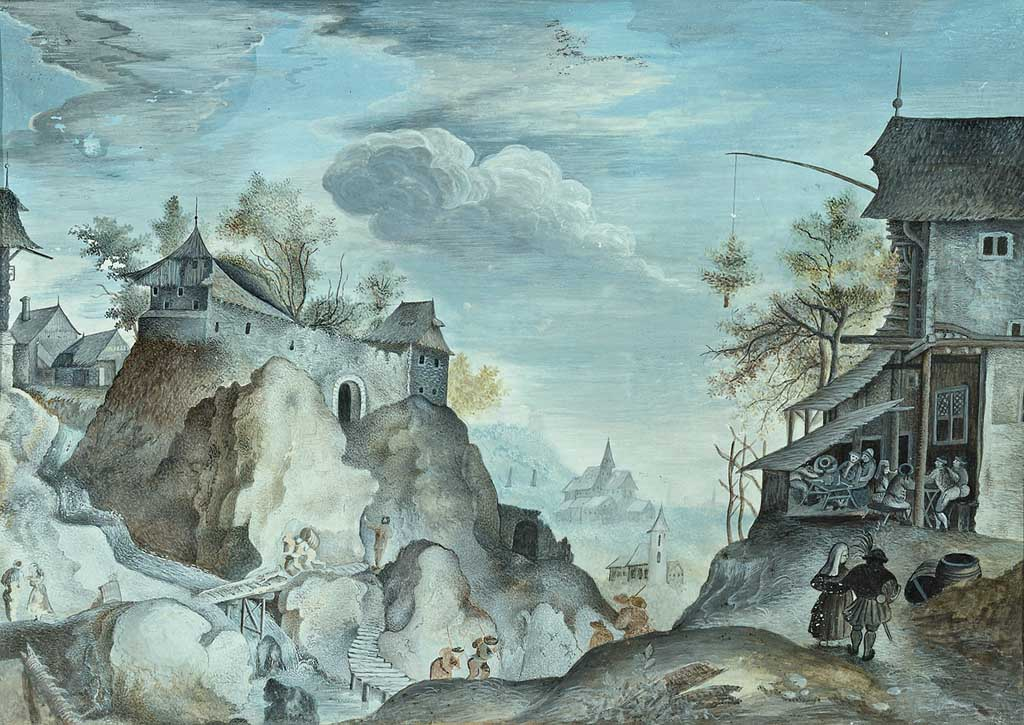
Een Boheemse Zilvermijn in de 17e eeuw.

Land- en mijnbouw waren in de Erflanden redelijk goed ontwikkeld. Stiermarken was een van de belangrijkste Europese centra van de ijzerproductie, Karinthië en Krain produceerden respectievelijk lood en kwik. Hoewel een deel van de export van deze mineralen via de Donau verliep, werd het meeste verhandeld over de Adriatische Zee, waardoor de Binnen-Oostenrijkse handel vooral met Italië verliep. Ook het graafschap Tirol had commerciële banden met Italië omdat het op de handelsroute tussen Italië en de Duitse landen lag. Handel en nijverheid daarentegen waren alleen in de twee aartshertogdommen goed tot ontwikkeling gekomen. Linz werd een regionaal centrum van textielnijverheid en een centrum voor de handel in wijn en delfstoffen uit Hongarije.
De Landen van de Boheemse Kroon waren economisch het meest ontwikkelde deel van de monarchie. Ze waren dichtbevolkt, hadden een rijke grond en de Sudeten en het Ertsgebergte waren rijk aan zilver, ijzer en tin. Silezië was een belangrijke producent van textiel.
De economie van Hongarije concentreerde zich vooral op de landbouw. Graan, wijn en vee waren de voornaamste exportproducten. De Ottomaanse Turken die vanaf 1541 het grootste deel van Hongarije in bezit hadden genomen, ondernamen regelmatig rooftochten naar het Habsburgse deel van Hongarije. Hierdoor bleef Hongarije een van de armste delen van de monarchie.

### Nieuw feodalisme
Aan het begin van de 17e eeuw had de Habsburgse economie te lijden onder grote Europese veranderingen op economisch gebied. Door de opkomst van de Atlantische handel verschoven de handelsroutes naar het westen en lag de Habsburgse monarchie niet meer in het economische centrum van het continent. Door de import van edelmetalen uit de Nieuwe Wereld daalden de winsten uit mijnbouw en werd de prijsrevolutie veroorzaakt. De inflatie steeg, waardoor het winstgevender werd om producten te produceren voor export naar West- en Centraal-Europa. Dit ging echter ten koste van investeringen in nijverheid, waardoor de Habsburgse landen voor afgewerkte producten afhankelijk werden van import uit het buitenland.

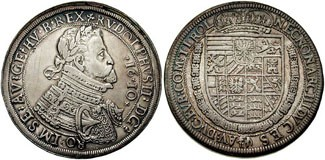
Daalder uit 1610.

De prijsrevolutie zorgde ook voor grotere tegenstelling tussen arm en rijk. De edelen, die vaak grote stukken land bezaten, probeerden hun winsten te verhogen door de productiviteit van hun land te verhogen. Dit leidde tot vernieuwingen in de landbouw, zoals de cultivatie van moerbeibomen voor de productie van zijde en zelfs de kweek van karpers en snoeken in kunstmatige meren. Het leidde ook tot een verslechtering van de situatie van de kleine boeren. De edelen breidden hun landgoederen uit ten koste van het privébezit van de boeren. Ook verhoogden de edelen de robot, het werk dat de boeren als pacht aan hun heer verschuldigd waren. De heer kon ook van zijn boeren eisen dat ze alleen handel dreven in de dorpen die op zijn domein lagen of dat ze hun producten direct met korting aan hem verkochten. De steden van de monarchie konden de concurrentie met de edelen meestal niet aan, waardoor ze verarmden en politiek minder belangrijk werden.
De Dertigjarige Oorlog vergrootte de economische problemen in de monarchie. Militaire bezetting en epidemieën hadden tot gevolg dat de bevolking van de Boheemse landen met één derde afnam. De export nam af door de geleden oorlogsschade in het Heilige Roomse Rijk. Grote groepen protestanten waren de monarchie ontvlucht, waardoor de productie afnam. De positie van de kleine boeren en steden verslechterde nog meer ten opzichte van de edelen.

### Herstel

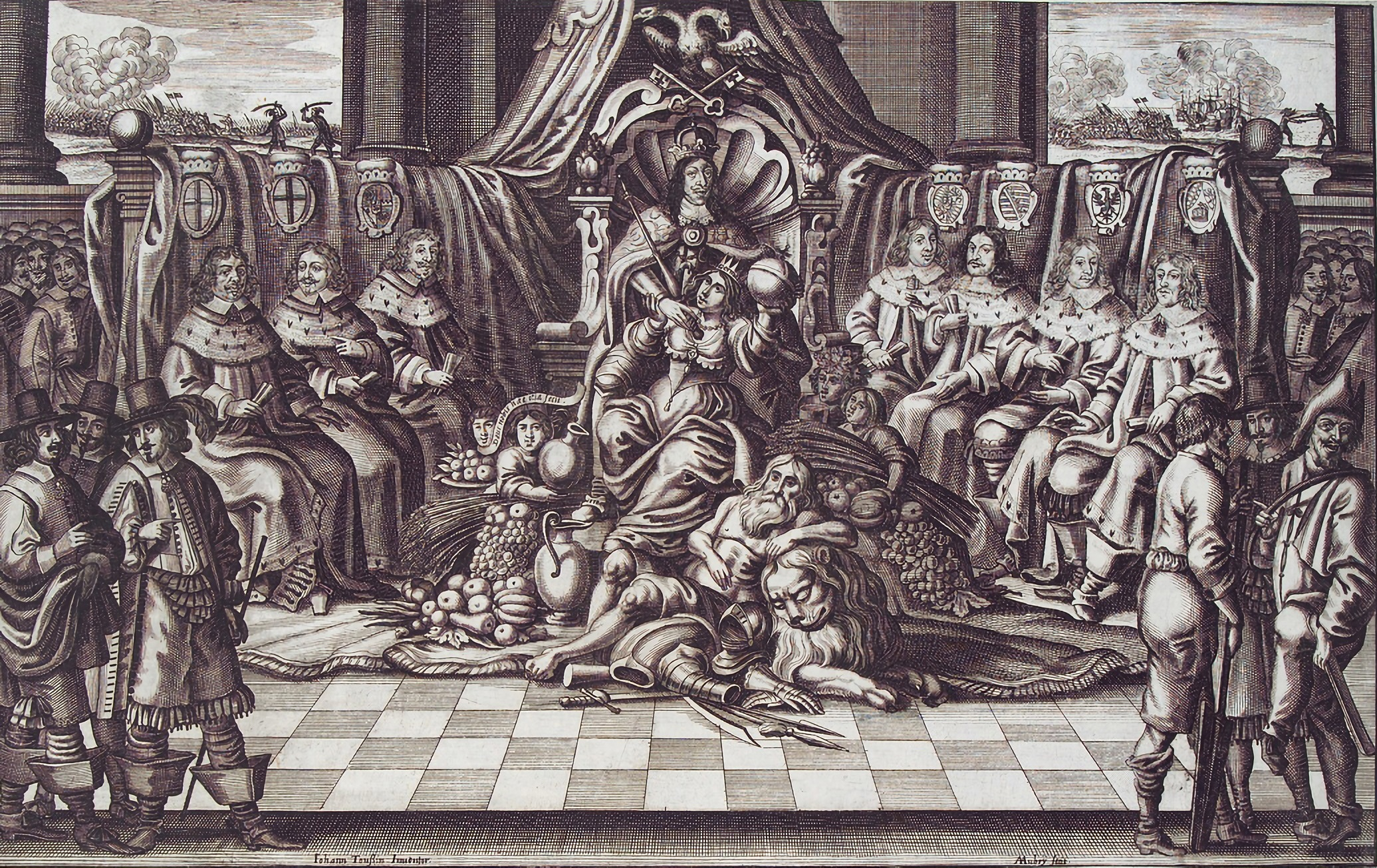
Verkiezing van keizer Leopold I.

Om de verwoesting van de Dertigjarige Oorlog te boven te komen, ontstond er tijdens de tweede helft van de 17e eeuw voor het eerst een door de regering aangestuurd economisch beleid. De centrale regering had inkomsten nodig om de verkiezing van Leopold tot keizer mogelijk te maken, de oorlogen tegen het Ottomaanse Rijk en Zweden te kunnen betalen, de wederopbouw van Hongarije te bekostigen en, later, om te kunnen wedijveren met de economische groei van Frankrijk.
Onder invloed van de Duitse kameralistiek werden de financiën efficiënter geregeld. Er werd meer aandacht besteed aan de economie van de steden en de monopoliepositie van de gildes werd ingeperkt. Er werden pogingen gedaan om grondstoffen binnen de monarchie te laten verwerken tot eindproducten. De handel werd bevorderd door de oprichting van handelscompagnieën. Door slecht bestuur, oorlogen en vervolgingen van religieuze minderheden mislukten de meeste initiatieven echter. Hierdoor bleef de monarchie een exporteur van voedsel en grondstoffen die later als afgewerkt product weer geïmporteerd moesten worden.
Een ander aandachtspunt voor de kameralisten was de positie van de boeren. De boeren moesten beschermd worden, omdat ze de voornaamste producenten van allerlei producten waren en het grootste deel van de belastingen opbrachten. Een gezonde en tevreden boerenstand zou productiever zijn en daardoor meer opbrengen voor zowel de edelen als de regering. Pogingen om de robot te verlichten en om boeren te betalen voor diensten die zij vroeger aan hun heer verschuldigd waren, stuitten op veel weerstand bij de edelen, vooral in Hongarije.

### Economische initiatieven
Vanaf het begin van de 18e eeuw probeerde de regering de economie te verbeteren door een politiek van mercantilisme te voeren. Onder keizer Jozef I werd de Wener Stadsbank opgericht, om leningen aan privéondernemers te verstrekken en zo de economie een impuls te geven. In het geheim nam de Stadsbank ook een vijfde van de staatsschuld op zich.
Keizer Karel VI ontplooide allerlei initiatieven om de handelspositie van de monarchie te versterken. Hij liet nieuwe wegen en kanalen aanleggen, die de kustplaatsen Triëst en Fiume met de rest van zijn rijk verbonden. Door de keizerlijke interesse werden de twee havensteden belangrijke handelscentra die Venetië verdrongen als belangrijkste haven van de Adriatische Zee. Een ander initiatief van Karel van de oprichting van de Generale Keizerlijke en Koninklijke Indische Compagnie die vanuit de Oostenrijkse Nederlanden handel dreef met India. Onder Britse, Noord-Nederlandse en Franse druk werd de succesvolle compagnie in 1739 echter weer opgeheven.
Hongarije bleef op commercieel gebied achterlopen op de rest van de Habsburgse monarchie. De Hongaarse magnaten probeerden om enkele industriële ondernemingen op te zetten, maar deze gingen meestal al snel failliet. De centrale regering investeerde nauwelijks in Hongaarse industrieën. Wel werd het door de continue oorlogen verwoeste land weer bevolkt door kolonisten. Dit waren vooral Duitsers, maar ook Slowaken, Roemenen en Serviërs werden aangetrokken om het zuiden van de Grote Hongaarse Laagvlakte opnieuw te bevolken.
Een ander probleem voor de Habsburgse economie was dat de meeste industrieën niet werden beheerd door inwoners van de monarchie, maar door buitenlandse investeerders uit West-Europa. Hierdoor kwamen veel van de winsten van deze ondernemingen niet ten goede aan de inwoners van de monarchie.

### Economische groei
Na de dood van Karel VI was de staatsschuld hoog opgelopen. Zijn opvolgster, Maria Theresia, moest de economie versterken en de inkomsten van de staat verhogen om de herovering van Silezië mogelijk te maken. In eerste instantie werden de door de Staten aangestelde belastingontvangers gecontroleerd door de centrale regering. De belastingen werden jaarlijks opgehaald. Ook werd een deel van de belastingen opgebracht door de edelen, die hiervan eerder altijd uitgesloten waren geweest. Door deze revolutionaire verandering van het fiscale systeem verdubbelden de regeringsinkomsten in de periode van 1744 tot 1754.
Het verlies van Silezië dwong de regering meer te investeren in de industrieën van andere gebieden. Om de Pruisische economie te verzwakken werden er nieuwe tarieven opgelegd om de in- en uitvoer van goederen van en naar het noorden te beperken. Dit had tot gevolg dat de handel steeds meer via Fiume en Triëst begon te verlopen. De nijverheid bloeide op door het regeringsbeleid. In Litvínov werd een fabriek opgericht waar 400 arbeiders elk één stap van een uit 54 stappen bestaand wolproductieproces uitvoerden. De Moravische stad Brno werd ook wel het Manchester van Centraal-Europa genoemd.
Na de Oostenrijkse nederlaag in de Zevenjarige Oorlog kwamen de ideeën van de kameralistiek aan de basis van het Habsburgse economische beleid te staan. De robot werd aangepakt door verschillende robotpatenten uit te vaardigen waarin het aantal dagen dat de boeren voor hun heer moesten werken werd teruggebracht naar gemiddeld 3 dagen per week. De boeren kregen het recht om hun goederen te verkopen aan anderen dan alleen hun heer. Sommige boeren kregen land terug dat eerder door hun heer in beslag was genomen. In tegenstelling tot eerdere heersers liet Maria Theresia haar ambtenaren zeer streng controleren of de edelen zich aan de wet hielden, waardoor veel misbruik werd aangepakt. Ook de kerk werd minder machtig door het nieuwe beleid, het aantal religieuze feesten werd verminderd en er kwam een maximum op het aantal mensen dat in de kloosters mocht leven.
In de laatste decennia van de 18e eeuw richtte de regering zich meer op de ontwikkeling van de vrije markt. In 1775 werden alle tolheffingen binnen de monarchie opgeheven, behalve in de Tirol. Toen keizer Jozef II Galicië aan deze douane-unie toevoegde, ontstond een van Europa's grootste vrijhandelszones.
De door de regering gestuurde combinatie tussen protectionisme en laissez-faire liet de economie en bevolking van de monarchie gestaag groeien. De monarchie was aan het einde van de 18e dan ook goed uitgerust om de problemen van de volgende eeuw het hoofd te bieden.

## Kunst en cultuur

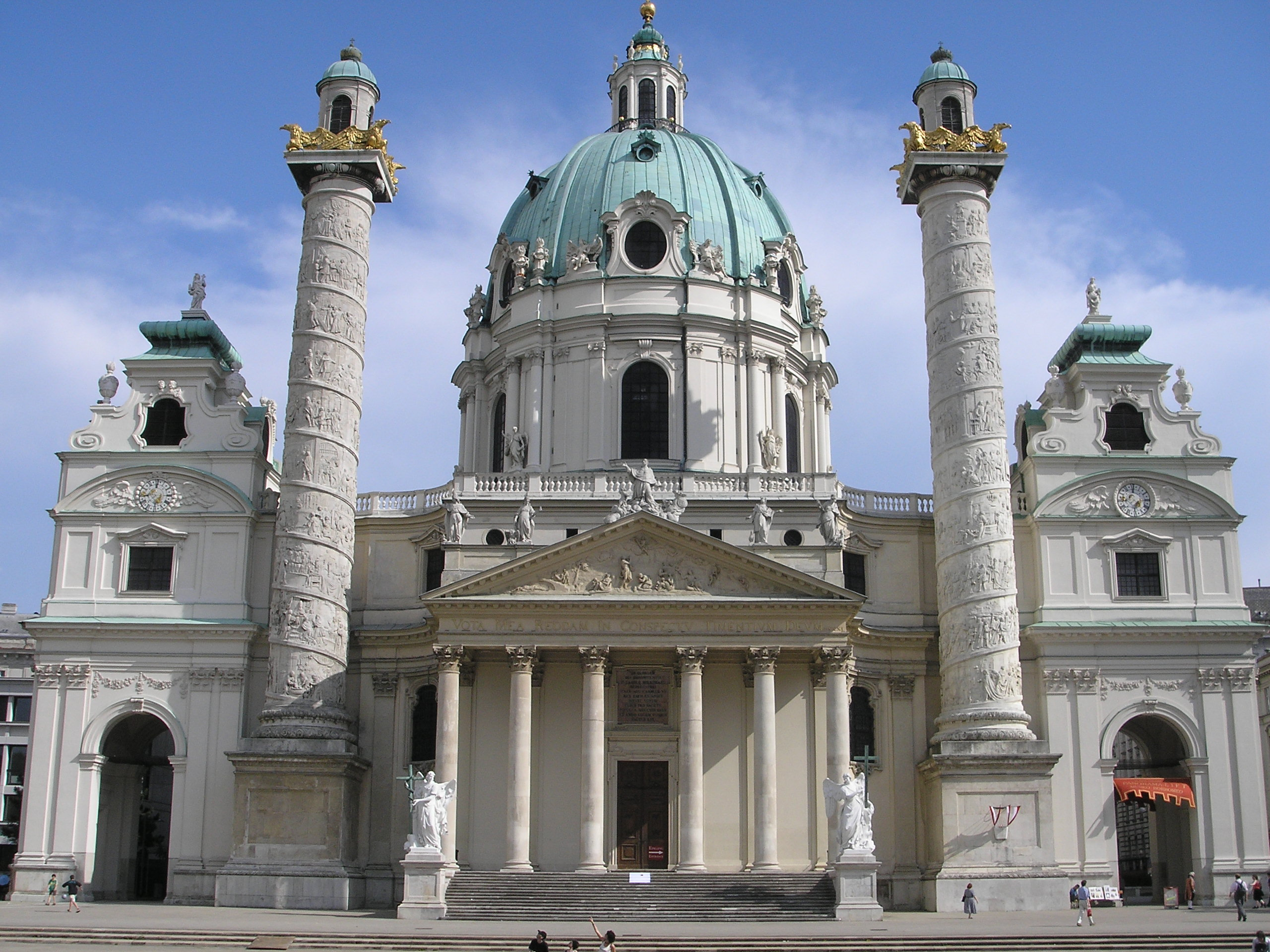
De Karlskirche in Wenen, gebouwd om de overwinning op de Turken te eren.

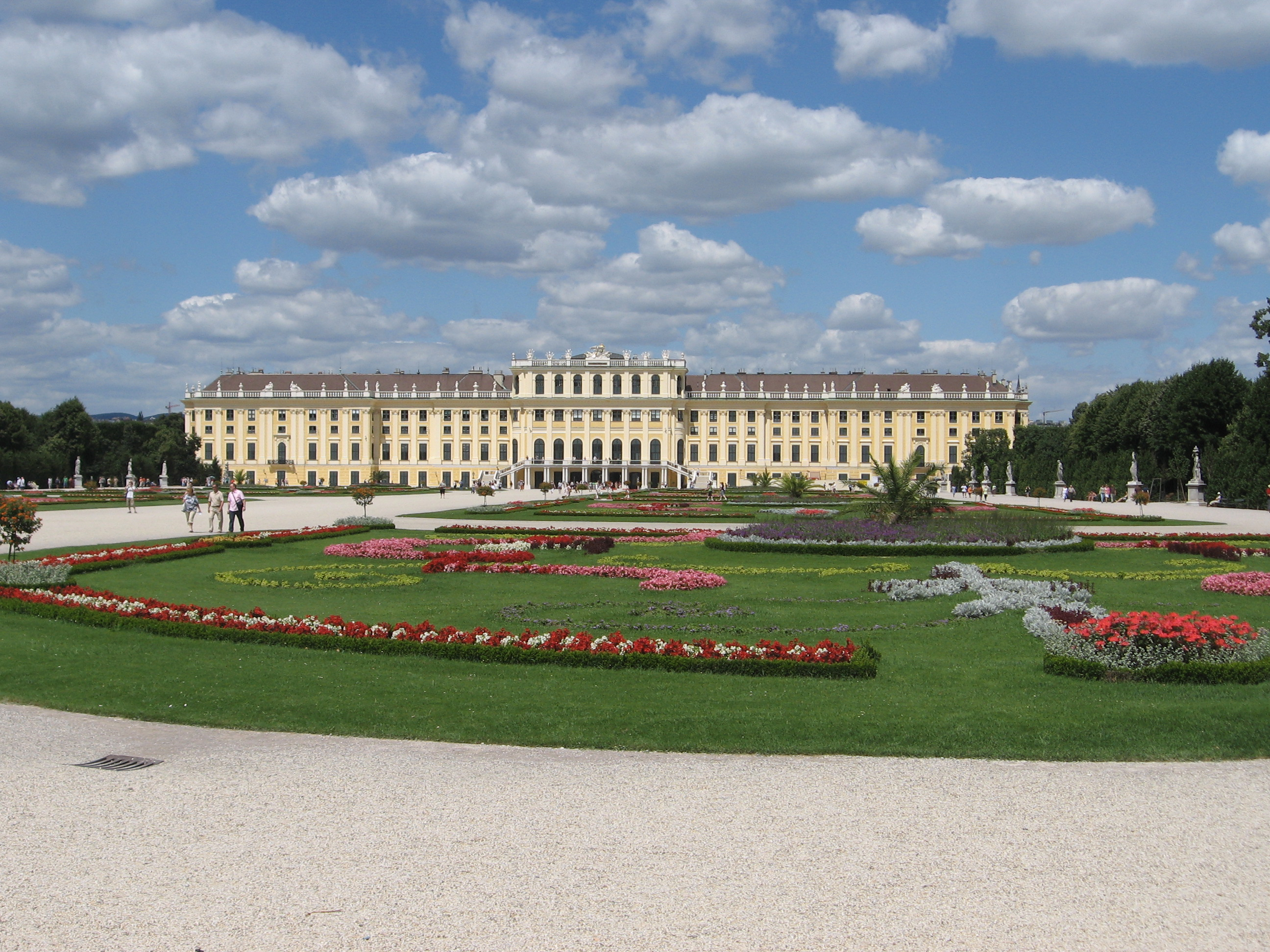
Schloss Schönbrunn.

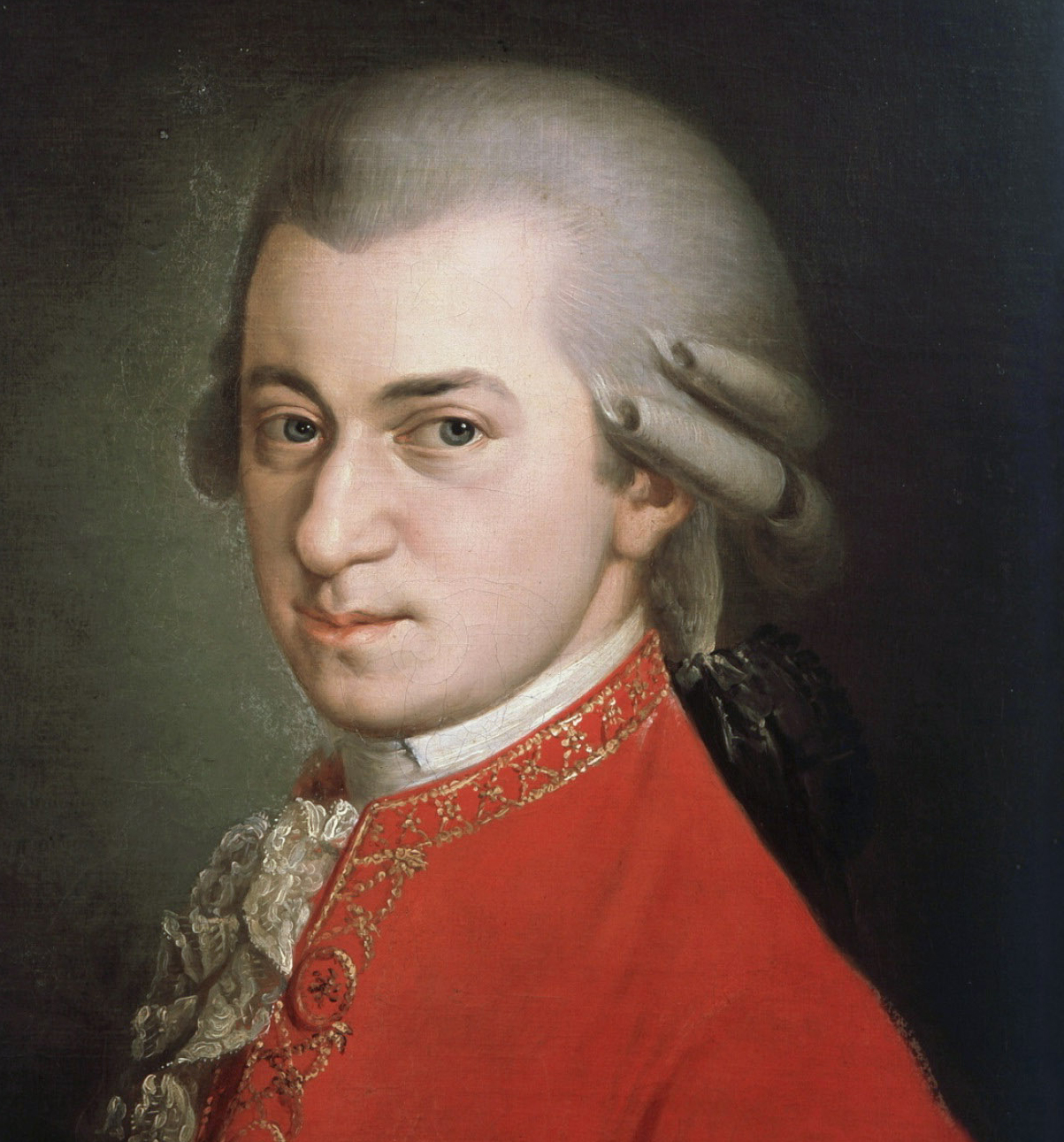
Mozart, Oostenrijks hofcomponist.

De Habsburgse monarchie was een veelvolkerenstaat en in elk afzonderlijk gebied werd er aan de eigen cultuur vastgehouden. Toch ontwikkelde zich langzaam een gesamtstaat, een samenleving waarin er vooral onder de edelen steeds meer een eigen 'Habsburgse' cultuur ontstond.
Het katholicisme van de contrareformatie was lange tijd van grote invloed op de Habsburgse cultuur. Door middel van de barokke stijl werd de macht en het belang van de Rooms-Katholieke Kerk in de gehele monarchie uitgedragen. Nieuwe barokke kerken werden gebouwd en oude kerken werden in barokstijl herbouwd. De overwinning op de islamitische Turken werd gevierd door het verwoeste Wenen geheel in barokstijl te herbouwen. Opstandige edelen in Hongarije bleven vasthouden aan renaissancearchitectuur om hun verzet vorm te geven.
In de 18e eeuw begon de opkomst van de rococo en het classicisme. Maria Theresia liet het Schloss Schönbrunn in deze rococostijl afbouwen. De Hongaarse magnaten namen deze stijlen wel over bij de bouw van hun eigen paleizen, waarmee hun acceptatie van de Oostenrijkse cultuur duidelijk werd.
Een gevolg van de contrareformatie was dat de inwoners van de monarchie vrijwel niets bijdroegen aan de wetenschappelijke revolutie, met uitzondering van door keizer Rudolf II gesponsorde wetenschappers als Johannes Kepler en Tycho Brahe.
Een ander bindend cultureel element was de langzame acceptatie van de Duitse taal en cultuur binnen de elites van de monarchie. De regering voerde geen germaniseringsbeleid, integendeel, het waren juist de volkstalen die werden gebruikt tijdens de grootschalige bekering van protestanten. Desondanks bood het gebruik van Duits zoveel voordelen voor de elites, dat zij langzaam maar zeker verduitsten. De enige uitzondering hierop vormden de Hongaren, dat als enige volk tegen de instelling van het Duits als officiële taal bezwaar maakte tijdens de regering van keizer Jozef II.
Om de macht en rijkdom van het Habsburgse huis te tonen, ontwikkelde zich in Wenen een rijke hofcultuur. De kunsten werden door het hof rijkelijk gesponsord en vooral op het gebied van de opera en de klassieke muziek onderscheidde het Weense hof zich van andere Europese hoven. Antonio Salieri, de hofkapelmeester, was een van de populairste componisten van de Opéra Comique. Hofcomponist Christoph Willibald Gluck hervormde het operagenre en Carl Ditters von Dittersdorf introduceerde het singspiel aan het Weense hof. Na de dood van Gluck in 1787 werd de in 1781 in Wenen aangekomen Wolfgang Amadeus Mozart de hofcomponist. Niet veel later wist Ludwig van Beethoven een positie in het hoforkest te verwerven. De literatuur kreeg beduidend minder aandacht van het hof, een uitzondering hierop was Josef von Sonnenfels, die door de staat werd gefinancierd om de positie van het Duits te verbeteren en daardoor een bijdrage leverde aan de ontwikkeling van de moderne Duitse taal.

## Gebieden

### Erflanden
De erflanden (Duits: Erblande) bestonden uit de gebieden in het tegenwoordige Duitsland, Oostenrijk en Slovenië die de Habsburgers sinds de middeleeuwen in hun bezit hadden. Hoewel de bevolking van de erflanden grotendeels Duits sprak en de Habsburgers deze gebieden al eeuwen bestuurden, bestond er geen eenheid binnen deze gebieden. De verschillende Landdagen hadden een grote mate van autonomie ten opzichte van hun Habsburgse heerser en de erflanden werden een aantal malen in de geschiedenis verdeeld tussen verschillende takken van het huis Habsburg.
Bij de dood van keizer Ferdinand I in 1564 werden de erflanden verdeeld onder zijn zoons. In 1619 werden alle Erflanden weer verenigd onder heerschappij van keizer Ferdinand II, die echter onder druk van zijn familie Tirol en Voor-Oostenrijk aan zijn jongere broer Leopold V afstond. Pas in 1665 zouden alle Erflanden weer verenigd worden, toen de Tiroler lijn van het huis Habsburg uitstierf.
Geleidelijk kreeg de naam erflanden een bredere betekenis: gedurende de heerschappij van keizer Leopold I werden de Landen van de Boheemse Kroon ook steeds vaker als Erflanden gezien, zowel door de Habsburgers zelf, als door de Tsjechische adel.
| Land                        | Hoofdstad                                  | Volkeren                      | Religie                     | Bijzonderheden                                                                                             | Wapen |
| --------------------------- | ------------------------------------------ | ----------------------------- | --------------------------- | --- | ----- |
| Neder-Oostenrijk            | Wenen                                      | Duitsers                      | Rooms-katholiek, lutheraans | Regeringscentrum van de hele monarchie                                                                     |       |
| Opper-Oostenrijk            | Linz                                       | Duitsers                      | Rooms-katholiek, lutheraans | |       |
| Hertogdom Stiermarken       | Graz                                       | Duitsers, Slovenen            | Rooms-katholiek, lutheraans | Deel van Binnen-Oostenrijk. Van 1564 tot 1619 apart van de monarchie.                                      |       |
| Hertogdom Karinthië         | Klagenfurt                                 | Duitsers, Slovenen            | Rooms-katholiek, lutheraans | Deel van Binnen-Oostenrijk. Van 1564 tot 1619 apart van de monarchie.                                      |       |
| Hertogdom Krain             | Ljubljana                                  | Duitsers, Slovenen            | Rooms-katholiek, lutheraans | Deel van Binnen-Oostenrijk. Van 1564 tot 1619 apart van de monarchie.                                      |       |
| Tirol                       | Innsbruck                                  | Duitsers                      | Rooms-katholiek             | Van 1564 tot 1619 en van 1623 tot 1665 apart van de monarchie.                                             |       |
| Voor-Oostenrijk             | Ensisheim, vanaf 1648 Freiburg im Breisgau | Duitsers                      | Rooms-katholiek             | Van 1564 tot 1619 en van 1623 tot 1665 apart van de monarchie.                                             |       |
| Vrije rijksstad Triëst      | Triëst                                     | Italianen, Slovenen, Duitsers | Rooms-katholiek             | Deel van Binnen-Oostenrijk. Van 1564 tot 1619 apart van de monarchie.                                      |       |
| Graafschap Görz             | Görz                                       | Italianen, Slovenen, Duitsers | Rooms-katholiek             | Deel van Binnen-Oostenrijk. Van 1564 tot 1619 apart van de monarchie. In 1747 opgegaan in Görz en Gradisca |       |
| Graafschap Görz en Gradisca | Görz                                       | Italianen, Slovenen, Duitsers | Rooms-katholiek             | In 1747 ontstaan door samenvoeging van het graafschap Görz en het graafschap Gradisca                      |       |

### Boheemse Kroon
De Landen van de Boheemse Kroon (Tsjechisch: Země koruny české, Duits: Böhmische Kronländer) bestonden uit het tegenwoordige Tsjechië, de oostelijke delen van Saksen en Brandenburg en het zuidwestelijke deel van Polen.
De Boheemse kroonlanden waren formeel in een personele unie verbonden, maar in deze unie had het Koninkrijk Bohemen wel de grootste invloed. De Staten van Bohemen hadden het recht om de koning voor alle kroonlanden te kiezen en de Boheemse hofkanselarij, het centrale uitvoerende orgaan, was direct verantwoording verschuldigd aan de Boheemse Staten. Elk kroonland had een eigen Ministerie van Financiën (kanselarij) dat autonoom van opereerde.
In 1627 werd door keizer Ferdinand II de Verneuerte Landesordnung uitgevaardigd, waarmee de Boheemse kroon erfelijk werd verklaard. Hiermee kwam een langzaam proces van integratie met de erflanden op gang. Uiteindelijk werden de Landen van de Boheemse Kroon ook met erflanden aangeduid.
| Land                   | Hoofdstad                | Volkeren           | Religie                                          | Bijzonderheden                                                                     | Wapen |
| ---------------------- | ------------------------ | ------------------ | ------------------------------------------------ | ---------------------------------------------------------------------------------- | ----- |
| Koninkrijk Bohemen     | Praag                    | Tsjechen, Duitsers | Rooms-katholiek, lutheraans, Boheemse Broeders   | Regeringscentrum van de Boheemse Kroon, keurvorstendom van het Heilige Roomse Rijk |       |
| Markgraafschap Moravië | Brno                     | Tsjechen, Duitsers | Rooms-katholiek, lutheraans, Moravische Broeders |                                                                                    |       |
| Hertogdom Silezië      | Wrocław, Na 1740 Troppau | Duitsers, Polen    | Rooms-katholiek, lutheraans                      | In 1740 grotendeels verloren aan Pruisen, in 1782 opgegaan in Moravië              |       |
| Opper-Lausitz          | Bautzen                  | Duitsers, Sorben   | Lutheraans, Rooms-katholiek                      | In 1620 aan Saksen in leen gegeven, in 1635 aan Saksen afgestaan.                  |       |
| Neder-Lausitz          | Luckau                   | Duitsers, Sorben   | Lutheraans, Rooms-katholiek                      | In 1620 aan Saksen in leen gegeven, in 1635 aan Saksen afgestaan.                  |       |

### Hongaarse Kroon
De Landen van de Heilige Hongaarse Stefanskroon (Hongaars: Szent István Koronájának Országai, Duits: Länder der heiligen Ungarischen Stephanskrone, Kroatisch:Zemlje krune Svetog Stjepana, Slowaaks: Krajiny Svätoštefanskej koruny) lagen in het tegenwoordige Hongarije, Slowakije, Kroatië en het noordwestelijke deel van Roemenië. In tegenstelling tot de rest van de Habsburgse monarchie lagen de Hongaarse kroonlanden geheel buiten de grenzen van het Heilige Roomse Rijk.
De Landdag van Hongarije bestond geheel uit Hongaarse edelen en had het recht om de koning van het koninkrijk te kiezen. Ook een verenigde Landdag van Slavonië en Kroatië had dit recht, onafhankelijk van de keuze van het de Hongaarse Staten.
In 1687, tijdens de Grote Turkse Oorlog, verklaarde de Hongaarse Landdag de Heilige Hongaarse Stefanskroon erfelijk. Hiervoor moesten de Habsburgers wel concessies doen aan de Hongaarse edelen: de Landdag zou regelmatig bijeengeroepen worden, Hongarije zou een eigen apart bestuur houden en de edelen werden uitgesloten van het betalen van belasting. Hiermee bleef Hongarije een aparte status houden binnen de Habsburgse monarchie.
| Land                                        | Hoofdstad                    | Volkeren                                          | Religie                                                       | Bijzonderheden | Wapen |
| ------------------------------------------- | ---------------------------- | ------------------------------------------------- | ------------------------------------------------------------- | --- | ----- |
| Koninkrijk Hongarije                        | Pressburg Boeda (vanaf 1784) | Magyaren, Slowaken, Serviërs, Duitsers, Roethenen | Rooms-katholiek, calvinistisch                                | Van 1526 tot 1541 verdeeld tussen Ferdinand I en Jan Zápolya. Van 1541 tot1699 verdeeld in een Ottomaans en een Habsburgs deel. |       |
| Koninkrijk Slavonië                         |                              | Kroaten                                           | Rooms-katholiek                                               | Van 1526 tot 1699 grotendeels door de Turken bezet.                                                                             |       |
| Koninkrijk Kroatië                          | Zagreb                       | Kroaten                                           | Rooms-katholiek                                               | |       |
| Vorstendom Zevenburgen (Transsylvanië)      | Kolozsvár                    | Roemenen, Szeklers, Duitsers                      | Roemeens-orthodox, lutheraans, calvinistisch, Rooms-katholiek | In 1687 verkregen. Tot 1711 onder het bestuur van een eigen vorst. 1765 tot Grootvorstendom Zevenburgen opgewaardeerd.          |       |
| Grootvorstendom Zevenburgen (Transsylvanië) | Kolozsvár                    | Roemenen, Szeklers, Duitsers                      | Roemeens-orthodox, lutheraans, calvinistisch, Rooms-katholiek | Grootvorstendom vanaf 1765. |       |
| Temesbanaat                                 | Temeswar                     | Roemenen, Hongaren, Duitsers, Serviërs            | Rooms-katholiek, Servisch-orthodox                            | Van 1526 tot 1718 bezet door de Turken. Van 1718 tot 1779 apart onderdeel van de monarchie, later onderdeel van Hongarije.      |       |

### Overige gebieden
Behalve de gebieden die de Habsburgers erfden na de dood van Lodewijk II werden er tussen 1526 en 1804 ook andere gebieden aan het Habsburgse Rijk toegevoegd. Sommige gebieden werden op de Turken veroverd, andere werden verkregen na het uitsterven van de Spaanse Habsburgers en Galicië kwam tijdens de Poolse delingen in Habsburgse handen. Het groothertogdom Toscane werd wel geregeerd door het huis Habsburg, maar vormde nooit een onderdeel van de monarchie.
| Land                            | Hoofdstad  | Volkeren                                             | Religie                                               | Bijzonderheden | Wapen |
| ------------------------------- | ---------- | ---------------------------------------------------- | ----------------------------------------------------- | --- | ----- |
| Militaire Grens                 | Geen       | Kroaten, Duitsers, Serviërs, Hongaren                | Servisch-orthodox, Rooms-katholiek, lutheraans        | Bestuurd door de Binnen-Oostenrijkse regering. Na 1750 bestuurd door de centrale regering.                                            |       |
| Oostenrijkse Nederlanden        | Brussel    | Nederlanders (taalkundig: Vlaams, Waals, Luxemburgs) | Rooms-katholiek, calvinistisch                        | Verkregen in de Spaanse Successieoorlog. Oostenrijks van 1713 tot 1792.                                                               |       |
| Hertogdom Milaan                | Milaan     | Italianen                                            | Rooms-katholiek                                       | Verkregen in de Spaanse Successieoorlog. Oostenrijks van 1713 tot 1797.                                                               |       |
| Koninkrijk Sardinië             | Cagliari   | Italianen                                            | Rooms-katholiek                                       | Verkregen in de Spaanse Successieoorlog. Oostenrijks van 1713 tot 1720, verruild voor het koninkrijk Sicilië.                         |       |
| Koninkrijk Sicilië              | Palermo    | Italianen                                            | Rooms-katholiek                                       | Na ruil van het koninkrijk Sardinië verkregen. Oostenrijks van 1720 tot 1735, verruild voor het hertogdom Parma                       |       |
| Hertogdom Parma                 | Parma      | Italianen                                            | Rooms-katholiek                                       | Na ruil van het Koninkrijk Sardinië verkregen. Oostenrijks van 1735 tot 1748, verloren in de Oostenrijkse Successieoorlog.            |       |
| Oltenië                         | Craiova    | Roemenen                                             | Roemeens-orthodox                                     | Veroverd op de Turken. Oostenrijks van 1718 tot 1739                                                                                  |       |
| Servië                          | Belgrado   | Serviërs, Kroaten, Bosniakken                        | Servisch-orthodox, Rooms-katholiek, soenitische islam | Veroverd op de Turken. Oostenrijks van 1718 tot 1739                                                                                  |       |
| Koninkrijk Galicië en Lodomerië | Lemberg    | Polen, Oekraïners                                    | Rooms-katholiek                                       | Verkregen in de Eerste Poolse Deling.                                                                                                 |       |
| Boekovina                       | Czernowitz | Roethenen, Roemenen                                  | Roemeens-orthodox, Rooms-katholiek                    | Verkregen van de Ottomaanse vazal Moldavië in 1775. Van 1775 tot 1786 militair bestuurd, daarna samengevoegd met Galicië en Lodmerië. |       |
| West-Galicië                    | Krakau     | Polen                                                | Rooms-katholiek                                       | Verkregen in de Derde Poolse Deling.                                                                                                  |       |

## Heersers
| Oostenrijk     | Oostenrijk  | Bohemen        | Bohemen     | Hongarije      | Hongarije   |
| Aartshertog    | Periode     | Koning         | Periode     | Koning         | Periode     |
| Ferdinand I    | 1520 - 1564 | Ferdinand I    | 1526 - 1564 | Ferdinand I    | 1526 - 1564 |
| Maximiliaan    | 1564 - 1576 | Maximiliaan    | 1564 - 1576 | Maximiliaan    | 1564 - 1576 |
| Rudolf V       | 1576 - 1608 | Rudolf II      | 1576 - 1611 | Rudolf         | 1576 - 1608 |
| Matthias       | 1608 - 1619 | Matthias       | 1611 - 1617 | Matthias II    | 1608 - 1618 |
| Ferdinand II   | 1619 - 1637 | Ferdinand II   | 1617 - 1637 | Ferdinand II   | 1618 - 1637 |
| Ferdinand III  | 1637 - 1657 | Ferdinand III  | 1637 - 1657 | Ferdinand III  | 1637 - 1657 |
| Leopold XI     | 1657 - 1705 | Leopold I      | 1657 - 1705 | Leopold I      | 1657 - 1705 |
| Jozef I        | 1705 - 1711 | Jozef I        | 1705 - 1711 | Jozef I        | 1705 - 1711 |
| Karel          | 1711 - 1740 | Karel          | 1711 - 1740 | Karel          | 1711 - 1740 |
| Maria Theresia | 1740 - 1780 | Maria Theresia | 1743 - 1780 | Maria Theresia | 1740 - 1780 |
| Jozef II       | 1780 - 1790 | Jozef II       | 1780 - 1790 | Jozef II       | 1780 - 1790 |
| Leopold XII    | 1790 - 1792 | Leopold II     | 1790 - 1792 | Leopold II     | 1790 - 1792 |
| Frans II       | 1792 - 1835 | Frans          | 1792 - 1835 | Frans          | 1792 - 1835 |